# Солодовников, Александр Самуилович
Александр Самуилович Солодовников (16 февраля 1931, Пинск — 25 сентября 2020, Москва) — советский и российский учёный-математик, доктор физико-математических наук, профессор.
Рано потерял родителей — в 1941 году, после переезда в Москву, умерла его мать, и в этом же году на фронте погиб отец.
С детства интересовался математикой, и после окончания школы в 1948 году поступил на механико-математический факультет МГУ. В 1953 году окончил этот же факультет по специальности «Дифференциальная геометрия и топология». В 1956 году, после окончания аспирантуры при кафедре геометрии в Московском государственном педагогическом институте защитил кандидатскую диссертацию на тему на тему «Проективные преобразования римановых пространств» под руководством Петра Константиновича Рашевского.
После защиты уехал на работу в Мордовский государственный университет. В 1960 году перешёл на работу в Московский государственный заочный педагогический институт (МГЗПИ, ныне Московский государственный гуманитарный университет имени М. А. Шолохова), где был сначала доцентом, затем профессором и заведующим кафедрой (до 1986 года). В 1962 году защитил в МГУ докторскую диссертацию, а в 1963 году стал профессором кафедры геометрии МГЗПИ.
В течение многих лет возглавлял математические кафедры различных вузов: в Коломенском пединституте, в Московском государственном заочном педагогическом институте, а с 1986 года — кафедру математики Московского финансового института.
С 1970 по 1980 год выступал по Центральному телевидению с лекциями по высшей математике для студентов-заочников технических вузов. Является автором многочисленных монографий и учебников, переведенных на иностранные языки (английский, немецкий, французский, испанский и другие). В общей сложности перу Солодовникова принадлежат свыше 120 научных работ, в их числе 3 монографии, 9 учебников, 14 учебных пособий и задачников.
Был членом президиума Методического совета при Минвузе РФ, где возглавлял работу по составлению программ по математике для экономических вузов.
В 2001 году ему было присвоено почётное звание «Заслуженный деятель науки РФ» (за заслуги в разработке приоритетных направлений науки, создании научной школы, воспитании и подготовке научных и профессиональных кадров), награждён медалью «В память 850-летия Москвы».
Умер 25 сентября 2020 года в Москве.

## Избранная библиография
- Кантор И. Л., Солодовников А. С. Гиперкомплексные числа. — М.: Наука, 1973. — 144 с. — 60 000 экз. экз.; в 1989 году вышел английский перевод (Springer-Verlag, ISBN 978-0-387-96980-0)
- Солодовников А. С. Псевдоримановы аналитические пространства с полюсами // Докл. АН СССР. — 1973. — Т. 212, вып. 1. — С. 53–56.
- Солодовников А. С. Проективные преобразования римановых пространств // УМН. — 1956. — Т. 11, вып. 4(70). — С. 45–116.